# Witryna Domu Wschodniego
przestrzeń i miejsce spotkań, zainicjowane przez Fundację Ośrodka KARTA, Fundację Domu Wschodniego oraz Dzielnicę Śródmieście. Witryna rozpoczęła działalność 23 czerwca 2022. Znajduje się na Placu Konstytucji 6 w Warszawie.

## Geneza
Za powstanie i działanie Witryny Domu Wschodniego odpowiada Fundacja Ośrodka KARTA, od ponad 40 lat działająca na polu upowszechniania historii najnowszej Europy Wschodniej. Witryna została uruchomiona jako odpowiedź na sytuację za wschodnią granicą Polski: atak Rosji i pełnoskalową wojnę w Ukrainie i likwidację Stowarzyszenia Memoriał.
Dom Wschodni, planowany od lat, w ostatecznym kształcie ma powstać w miejscowości Mordy jako miejsce wpływające na debatę o przeszłości i przyszłości narodów Europy Wschodniej. Będzie to m.in. ośrodek kultury, biblioteka, archiwum, miejsce spotkań i wydawnictwo.
Podczas podsumowania 40-lecia działań KARTY, 10 października 2022, prof. Antoni Dudek wystąpił z apelem o wsparcie działalności Witryny Domu Wschodniego. Tym samym zainicjował zbiórkę publiczną, która prowadzona była pod patronatem Fundacji Ośrodka KARTA. Jej celem było zebranie funduszy na wyposażenie i pierwszy rok działalności Witryny.

## Misja
Witryna Domu Wschodniego ma na celu promowanie wartości demokratycznych oraz praw człowieka. Miejsce to jest przeznaczone do dyskusji, badań nad dramatyczną przeszłością oraz teraźniejszością regionu, a także do wspólnej pracy na rzecz przyszłości opartej na demokracji i poszanowaniu praw człowieka.

## Przestrzeń
Witryna mieści się przy Placu Konstytucji 6 w Warszawie w trzypoziomowej przestrzeni, na którą składają się:
- sala spotkań: miejsce debat, wystaw i wydarzeń specjalnych,

- biblioteka i archiwa: zbiory w językach ukraińskim, białoruskim, rosyjskim oraz polskim,

- czytelnia zbiorów fizycznych i cyfrowych.[7]

## Działania i współpraca
Witryna Domu Wschodniego organizuje liczne wydarzenia kulturalne, edukacyjne i społeczne, koncerty, wystawy i debaty naukowe. Przekaz kierowany jest do społeczeństwa polskiego oraz do diaspor przebywających w Polsce. Gospodarzami działań w Witrynie są środowiska narodowe – organizowane są dni: gruzińskie, białoruskie, rosyjskie, ukraińskie, w językach narodowych.